# Macromitrium archeri
Macromitrium archeri är en bladmossart som beskrevs av Mitten in J. D. Hooker 1859. Macromitrium archeri ingår i släktet Macromitrium och familjen Orthotrichaceae. Inga underarter finns listade i Catalogue of Life.